# 익산 이씨
익산 이씨(益山李氏)는 고구려에서 유래한 한국의 성씨이다. 시조는 고구려 영양왕 때 태학박사(太學博士)를 지낸 이문진(李文眞)이다.

## 역사
시조 이문진(李文眞)은 고구려 26대 영양왕 때 태학박사(太學博士), 문부전서(文部典書), 오경박사(五經博士)를 역임하고, 고구려 역사책 신집(新集) 5권을 저술하여 功臣侯(공신후)가 되어 백제 공주와 결혼하고, 백제왕으로부터 익산(益山) 땅을 식읍(食邑)으로 하사받아 관향으로 삼았다. 그는 고구려 백성들로부터 존경받는 元老(원로)로서 고구려 영류왕 때 중국으로부터 도교(道敎) 도입을 반대하다가 죽음으로써 왕에게 반대 의지를 표명함에 따라 이로 인해 백성들의 원성이 높아지자 연개소문이 이를 계기로 영류왕을 죽이고 보장왕을 옹립하여 정권을 잡았다고 한다.
그 후 상계가 실전되어 고려 개국공신으로 태위(太尉)를 지낸 이의(李誼)를 1세조로 하고 본관을 익산으로 하고 있다.

## 인물
고려 인종 때 이주연(李周衍)은 형부시랑으로 추밀원부사(樞密院副使) 김부식과 함께 송나라에 다녀 왔으며, 뒤에 지어사대사(知御史臺事)가 되고, 1135년(인종 13년) 묘청의 난 때는 우군장(右軍將)으로 출전하여 공을 세웠다. 이영남(李英楠)은 찬성사(贊成事)를 지냈고 이주(李湊)는 문과에 급제하여 부성현위(富城縣尉), 도병마록사(都兵馬錄事), 예부시랑(禮部侍郞), 한림학사, 승지 등을 역임하였고 특히 문장과 서예에도 탁월하였다. 이행검(李行儉)은 풍주부사, 보문각직학사(寶文閣直學士) 등을 역임하였고, 이공수(李公遂)는 감찰규정(監察糾正)으로 문과에 급제하고 찬성사, 좌정승 등을 역임한 뒤에 익산부원군에 봉해졌다.
이정문(李正文)은 군수를 지냈으며 이계당(李繼唐)과 이득춘(李得春)은 목사, 이의벽(李義闢)은 판관을 역임하였고 이영필(李瑛弼)은 교관(敎官)을 지냈으며 이시준(李時晙)은 도사(都事)를 역임하면서 선정을 베풀었다. 특히 이홍조(李洪祚)를 비롯하여 이상조(李相祚)와 이시중(李時中), 그리고 이시철(李時轍) 등은 효성이 지극한 효자로서 이름을 빛내고 있다.

#### 과거 급제자 (조선시대)
조선시대 무과 급제자 1명, 사마시 2명을 배출하였다.
- 이난(李蘭) : 무과(武科) 효종2년(1651) 별시 병과(丙科)
- 이후배(李厚培, 1628년생) : 사마시(司馬試) 효종5년(1654) 식년시 3등
- 이몽일(李夢日, 1570년생) : 사마시(司馬試) 광해군5년(1613) 증광시 2등